# خولیو گومس (بازیکن فوتبال، زاده ۱۹۵۴)
خولیو گومس (اسپانیایی: Julio Gómez‎؛ زادهٔ ۲۸ اکتبر ۱۹۵۴) بازیکن فوتبال اهل گواتمالا بود.
از باشگاه‌هایی که در آن بازی کرده‌است می‌توان به باشگاه فوتبال مونیسیپال اشاره کرد.
وی همچنین در تیم ملی فوتبال گواتمالا بازی کرده‌است.